# Cerasus humilis
Cerasus humilis là loài thực vật có hoa trong họ Hoa hồng. Loài này được (Bunge) Sokoloff mô tả khoa học đầu tiên năm 1954.